# Christian Philipp Heinrich Brandt

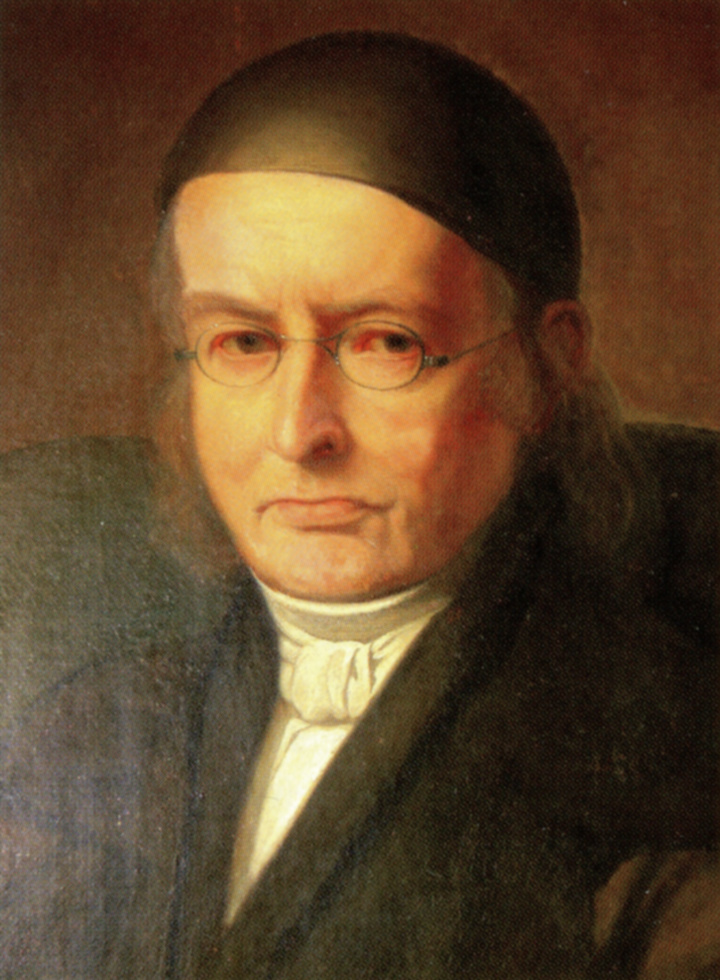
Porträt von Heinrich Brandt, um 1830

Christian Philipp Heinrich Brandt (* 19. Dezember 1790 in Kloster Auhausen; † 9. Januar 1857) war ein deutscher evangelischer Theologe, Pfarrer und Dekan.

## Leben und Wirken
Brandt wurde als Sohn von Johann Daniel Brandt geboren und war der einzige Junge unter 7 Geschwistern. Ostern 1809 begann er in Altdorf das Studium der Theologie. Im Herbst 1809 wechselte er nach Erlangen und legte als 22-Jähriger die Prüfung in Nürnberg erfolgreich ab.
Seine Laufbahn begann als Pfarrverweser in Wettelsheim und setzte sich über die Stationen Solenhofen (später Solnhofen) und Heidenheim fort. Im Herbst 1814 wurde ihm die Pfarrstelle seines Vaters übertragen. Am 17. Juni 1817 zog er mit Mutter und Schwestern für 5 Jahre nach Bettenfeld bei Rothenburg ob der Tauber.
Am 27. April 1822 trat er mit Frau und zwei Kindern den Dienst auf der zweiten Pfarrstelle in Roth am Sand an. Am 8. September 1831 wechselte er als Dekan und Distriktsschulinspektor nach Windsbach. Auf sein Betreiben kam es zur Gründung des Pfarrwaisenhauses, das am 20. September 1837 eingeweiht wurde. 1846 endete sein Dienst in Windsbach als Dekan und Distriktsschulinspektor.
Am 2. November 1847 trat er die Pfarrstelle Kattenhochstadt an, in der er bei angegriffener Gesundheit noch neun Jahre diente.

## Werke (Auswahl)
- Materialien zu Religions-Vorträgen bei Beerdigungen. (= Homiletisches Taschenbuch, Bd. 1). Herold & Wahlstab, Lüneburg 1825.
- Dispositionen zu Beichtreden und Bußtags-Predigten. (= Homiletisches Taschenbuch, Bd. 2). Herold & Wahlstab, Lüneburg 1828.
- (Hg.) Predigtbuch zur Beförderung der häuslichen Andacht. Seidel, Sulzbach 1827 (Online-Ressource, 3. Aufl., Raw, Nürnberg 1831).
- Der Prediger für den Prediger. Ein Erweckungsbuch für evangelische Prediger. Seidel, Sulzbach 1830.
- (Hg. zusammen mit Christoph Karl Hornung) Der evangelische Prediger bei den Gräbern. Brügel, Ansbach 1840–1844 (Online-Ressource, Bd. 1; Bd. 2; Bd. 3).
- (Hg.) Betrachtungen über die Geschichte Abrahams. Seidel, Sulzbach 1849 (Online-Ressource).
- (Hg. zusammen mit Christian Carl August Brandt) Homiletisches Hülfsbuch zur heiligen Passionsgeschichte Jesu Christi. Enthaltend eine Auswahl des Schönsten auf dem Gebiete der classischen evangelischen Passions-Predigtliteratur Deutschlands von Luther bis auf die neueste Zeit und eine Auswahl von Dispositionen zu Passionspredigten. Schäfer, Leipzig 1854.